# Abilena Lizaniasza
Abilena Lizaniasza albo Abilena – starożytny region wokół miasta–stolicy, starożytnej Abilii, w Celesyrii nad rzeką Abana. W miejscu miasta znajduje się Suk Wadi Barada (nazywane Abil-es-Suk przez wczesnych arabskich geografów), ok. 20 km na północny wschód od Damaszku, w Syrii. Dookreślenie „Lizaniasza” pochodzi od gubernatora tego regionu.
Miejsce to zawiera ruiny świątyń, wodociągów i innych pozostałości oraz inskrypcje na brzegach rzeki. Chociaż imiona Abel i Abila różnią się pochodzeniem i znaczeniem, ich podobieństwo sprawiło, że według tradycji jest to miejsce pochówku Abla. Miasto jest wspomniane w Nowym Testamencie (Łuk 3:1). Miasto zachowało tytularne biskupstwo Kościoła rzymskokatolickiego, Abilenus Lysaniae. Od 1995 roku biskupem jest Georges Kahhalé Zouhaïraty.